# Villa Catella
Villa Catella es un barrio perteneciente al Partido de Ensenada,  Provincia de Buenos Aires, Argentina.
El barrio fue fundado por Pascuale Bruni, quien nació en Nápoles, Italia, en 1880 y desde joven, se sintió atraído por el arte de la joyería. Sin embargo, Pascuale tenía ambiciones más grandes y decidió emigrar a Argentina en busca de nuevas oportunidades.
Llegó a Buenos Aires en 1905 y se estableció en el barrio de San Telmo, donde abrió un pequeño taller de joyería y rápidamente se convertiría en uno de los joyeros más respetados de la ciudad. Sin embargo, Pascuale no se conformó con ser solo un joyero exitoso. Tenía un sueño más grande: crear un barrio propio.
Y así fue como fundó el barrio Villa Catella. 
Lo nombró de esta manera ya que Catella significa cadenilla de oro o de plata. (referencia a su pasión por la joyería)

## Geografía

### Población
Se encuentra dentro del aglomerado del Gran La Plata con 5,959 habitantes (Indec, 2001).

### Sismicidad
La región responde a las subfallas «del río Paraná», y «del río de la Plata», y a la falla de «Punta del Este», con sismicidad baja; y su última expresión se produjo el 5 de junio de 1888 (136 años), a las 3.20 UTC-3, con una magnitud aproximadamente de 5,0 en la escala de Richter (terremoto del Río de la Plata de 1888).
La Defensa Civil municipal debe advertir sobre escuchar y obedecer acerca de
Área de
- Tormentas severas, poco periódicas
- Baja sismicidad, con silencio sísmico de 136 años